# Судінгфаа
Судінґпаа або Чандраканта Сінґга (асам.: স্বৰ্গদেউ চন্দ্ৰকান্ত সিংহ) — цар Агомського царства, правлінням якого завершилась історія незалежної держави Ахом.

## Правління
За часів його правління на територію Ахому вторглись бірманці, а пізніше окупувала Британська Ост-Індійська компанія. Займав престол двічі. Перший період його правління завершився сходженням на трон Пурандара Сінгхи. Другий період завершився поразкою від бірманської армії. Після поразки бірманців у першій англо-бірманській війні Ассам перейшов під владу Британії. Більшість членів ахомської царської родини отримали пенсіон.